# TV Boy
El TV Boy y su sucesor, el TV Boy 2 son consolas de videojuegos producidas en la década de 1990 por varias compañías, incluyendo a Akor, NICS y SystemA, entre otras, basándose en un clon no licenciado del hardware del Atari 2600. Este sistema -que tiene forma de una gran pastilla de jabón-, se conecta a la televisión y funciona con 4 baterías AA. Incluye 127 juegos, pero no tiene una ranura de cartuchos para poder jugar otros.
Una versión mejorada fue hecha por Akor en 1995 bajo el nombre de Super TV Boy.

## Hardware
La única diferencia entre un TV Boy y un TV Boy 2 es que el primero tiene dos conectores de 9 pines para poder utilizar joysticks de Atari si el jugador así lo desea. 
El TV Boy 2 no tiene estos conectores, así que sólo una persona puede jugar a la vez utilizando el controlador incluido.

## Juegos incluidos
El sistema contiene una ROM de 512kb conteniendo 128 programas. Uno de ellos es el menú que permite seleccionar el programa que se desea ejecutar, así que de los 128, sólo 127 son juegos.
Todos los 127 juegos incluidos son juegos comerciales para el Atari 2600 hechos por empresas como Atari, Activision y Mattel, entre otras, pero con la información de copyright borrada y los nombres cambiados.
A continuación se muestra la lista completa de juegos que fueron incluidos en el TV Boy. Primero se lista el nombre que aparece en el menú de la consola, seguido del nombre original y la empresa que lo creó:
1. PYRAMID WAR - Chopper Command (Activision)
2. RIVER RAID - River Raid (Activision)
3. PAC MAN - Pac-Man (Atari)
4. MARIANA - Seaquest (Activision)
5. TOM BOY - Pitfall! (Activision)
6. EARTH DEFENCE - Space Invaders (Atari)
7. DONKEY KONG - Donkey Kong (Coleco)
8. SUPER FERRARI - Enduro (Activision)
9. FROG CROSSING - Frogger (Parker Bros.)
10. PIN BALL - Video Pinball (Atari)
11. BANK HEIST - Keystone Kapers (Activision)
12. INVADER - Megamania (Activision)
13. SEA WARP - Atlantis (Imagic)
14. EXERION JR. - Demon Attack (Imagic)
15. SKY DESTROYER - Missile Command (Atari)
16. RIVER CROSSING - Frostbite (Activision)
17. DOWN TOWN - Berzerk (Atari)
18. TUNNEL BATTLE - Laser Gates (Imagic)
19. TEETH BRUSH - Jawbreaker (Tigervision)
20. PIG FIGHTER - Oink! (Activision)
21. LUNAR BALL - Trick Shot (Imagic)
22. DIG DUG - Gopher (US Games)
23. FAST OFFENSE - Turmoil (20th Century Fox)
24. CAR RACING - Grand Prix (Activision)
25. FIRE MAN - Fire Fighter (Imagic)
26. SPIDER KING - Pac-Kong (Funvision)
27. ROBOT CITY - Lock 'n' Chase (M Network)
28. CUTTLE FISH - Name This Game (US Games)
29. MAZE TOWN - Maze Craze (Atari)
30. EVIL CITY - Dodge'em (Atari)
31. SPIDER FIGHTER - Starmaster X-7 (20th Century Fox)
32. ASTEROID - Mission 3000 (Puzzy/Bit)
33. ARK LOST ART - Worm War I (Sirius-Fox)
34. MACHINE CAMEL - Star Wars: Empire Strikes Back (Parker Bros.)
35. SHRINKAGE - Fantastic Voyage (20th Century Fox)
36. CHESS - Video Chess (Atari)
37. DRAGON TREASURE - Dragonfire (Imagic)
38. EVIL ATTACK - Spider Fighter (Activision)
39. ICE POLO - Ice Hockey (Activision)
40. TANK CITY - Thunderground (Sega)
41. PUZZLE - Hangman (Atari)
42. VOLLEY BALL - Realsports Volleyball (Atari)
43. DEFENSE - M.A.D. (US Games)
44. STAR FORCE - Earth Dies Screaming (20th Century Fox)
45. STAR WAR - Tac-Scan (Sega)
46. TIME WARP - Plaque Attack (Activision)
47. SPACE TUNNEL - Flash Gordon (20th Century Fox)
48. FOX FIGHTER - Pooyan (Konami)
49. MOON DRIVER - Gas Hog (Spectravideo)
50. BOOM BANG - Crackpots (Activision)
51. SEA-AIR-WAR - Air-Sea-Battle (Atari)
52. PIGEON - Barnstorming (Activision)
53. DEVIL TOWN - Venture (Coleco)
54. UFO SHIP - Assault (Bomb)
55. JOURNEY - Mr. Postman (Puzzy/Bit)
56. CARNIVAL - Carnival (Coleco)
57. CRAZY ATTACK - Dark Cavern (M Network)
58. OCEAN CITY - Z-Tack (Bomb)
59. FROGGER - Frogs 'N Flies (M Network)
60. SEA HUNTER - Sub Scan (Sega)
61. KING BUILDING - Save Our Ship (Technovision)
62. TREASURE - Criminal Pursuit (VidCo)
63. SPIDERMAN - Spider Man (Parker Bros.)
64. FAST EDDIE - Fast Eddie (Sirius-Fox)
65. ROBOCOP - Space Cavern (Apollo)
66. TOP GUN - Air Raiders (M Network)
67. UFO SHIP II - Assault (Bomb)
68. JAW - Fast Food (Telesys)
69. WALKER - Walker (Suntek)
70. MEGA FORCE - Mega Force (20th Century Fox)
71. MOUSE TRAP - Hole Hunter (Suntek)
72. DIMAX - Astro War (Dimax)
73. ROBOT ATTACK - Space Robot (Dimax)
74. MAZE CRAZE - Bank Heist (20th Century Fox)
75. AIR FORCE - Time Warp (Funvision)
76. SUPER MAN - Superman (Atari)
77. SKY CLIMBER - Master Builder (Spectravideo)
78. BASE DEFENSES - Commando Raid (Vidtec)
79. FOX TRAP - Nuts (Technovision)
80. SPACE SHIP - Cosmic Ark (Imagic)
81. BRAIN GAME - Amidar (Parker Bros.)
82. LASER DUCK - Deadly Duck (Sirius-Fox)
83. BATTLE - Marauder (Tigervision)
84. RUNNING - Mouse Trap (Coleco)
85. SPECTRA - Planet Patrol (Spectravideo)
86. RESCUE - M*A*S*H (20th Century Fox)
87. Q-BERT - Q*Bert (Parker Bros.)
88. SWEET HOME - Farmyard Fun (Suntek)
89. TENNIS - Tennis (Activision)
90. SQUARE ATTACK - Wall Defender (Bomb)
91. COW BOY - Stampede (Activision)
92. BOWLING - Bowling (Atari)
93. RIVER DRIVER - Raft Rider (US Games)
94. GALATIC - Challenge of... NEXAR (Spectravideo)
95. LAST ATTACK - Yar's Revenge (Atari)
96. SOCCER GAME - Pele's Soccer (Atari)
97. FISHING - Fishing Derby (Activision)
98. BERMUDA - Bermuda (Suntek)
99. EXERION - Condor Attack (Ultravision)
100. SEESAW - Circus Atari (Atari)
101. CHESS II - Checkers (Activision)
102. SKI - Skiing (Activision)
103. WORD ZAPPER - Word Zapper (Vidtec)
104. SEA WAR - Sea War (Fabricante desconocido)
105. ALIEN - Alien (20th Century Fox)
106. RETURN BALL - Racquetball (Apollo)
107. TIME TUNNEL - Time Tunnel
108. BASEBALL JR. - Super Challenge Baseball (M Network)
109. OTTELLO - Othello (Atari)
110. MAFIA - Gánster Alley (Spectravideo)
111. HAPPY KID - Dishaster (Zimag)
112. FANCY POT - Snail Against Squirrel (Puzzy/Bit)
113. LASER SHIP - Cross Force (Spectravideo)
114. BABY GO HOME - Bobby Is Going Home (Puzzy/Bit)
115. DUCK PASS - Challenge (Funvision)
116. THIRD CONTACT - Cosmic Creeps (Telesys)
117. KARATE - Karate (Ultravision)
118. LASER - Laser Blast (Activision)
119. SNOOPY - Malagai (Answer Software)
120. SPACE JOURNEY - Space Jockey (Vidtec)
121. SUBMARINE - Submarine (Fabricante desconocido)
122. UFO ATTACK - Great Escape (Bomb)
123. ELE-COP - Room of Doom (Commavid)
124. SHOTTING - Squeezebox (US Games)
125. ICE CLIMBER - Frisco (Home Vision)
126. 3D SPACE - 3D Tic Tac Toe (Atari)
127. ROCKET - Missile Control (Video Gems)

- Datos: Q909024
- Multimedia: TV Boy / Q909024